# Timothy Mickelson
Timothy „Tim“ Carl Mickelson (* 12. November 1948 in Deerfield, Wisconsin; † 30. August 2017 in Woodinville) war ein Ruderer aus den Vereinigten Staaten, der 1974 Weltmeister mit dem Achter war. 

## Karriere
Bei den Olympischen Spielen 1972 gewann der US-Achter mit Lawrence Terry, Franklin Hobbs, Peter Raymond, Timothy Mickelson, Eugene Clapp, William Hobbs, Cleve Livingston, Michael Livingston und Steuermann Paul Hoffman die Silbermedaille hinter den Neuseeländern. 1973 belegte der US-Achter den sechsten Platz bei den Europameisterschaften, bei denen in Jahren ohne Weltmeisterschaften und Olympische Spiele auch außereuropäische Boote zugelassen waren. 1974 gewann der US-Achter den Titel bei den Weltmeisterschaften in Luzern, Mickelson war der einzig Verbliebene aus dem Silber-Achter von 1972. 1975 gewann der US-Achter mit Mickelson den Titel bei den Panamerikanischen Spielen. Bei den Weltmeisterschaften 1975 belegte der US-Achter den fünften Platz.
Der 1,91 m große Mickelson graduierte 1971 an der University of Wisconsin, seinen Master in Biomedizin erwarb er am Dartmouth College. Später promovierte er an der Ohio University. Sein Berufsleben führte in als CEO an die Spitze von Unternehmen im Bereich der Medizin-Elektronik, bis er sich 2007 zurückzog.